# 富山県道297号島尾停車場線
富山県道297号島尾停車場線（とやまけんどう297ごう しまおていしゃじょうせん）は、富山県氷見市内を通る一般県道（富山県道）である。

## 概要
全区間狭隘である。
- 起点：富山県氷見市島尾2115の1[1]（＝JR氷見線島尾駅前）
- 終点：富山県氷見市島尾1966[1]（＝富山県道299号下田子島尾線終点）

## 歴史
- 1960年（昭和35年）4月23日：路線認定[1]。

## 接続道路
- 富山県道299号下田子島尾線（氷見市島尾：終点）
- 国道415号（氷見市島尾：終点）

## 通過する自治体
- 富山県
  - 氷見市

## 周辺
- JR氷見線 島尾駅
- 島尾海浜公園